# Maasdalbos
Het Maasdalbos is een natuurgebied in de Vlaams-Brabantse gemeente Halle.
Het bos, dat ooit deel uitmaakte van het Zoniënwoud, is 12 ha groot. In 1278 werd het voor het eerst vernoemd. Het werd echter gekapt, begraasd en opnieuw beplant. In 1906 werd het door de stad Halle aangekocht en ingericht als waterwingebied.
Het bos en het gebied daaromheen is sinds 1983 beschermd als landschap. De verlaten zandgroeven werden opnieuw beplant. Vanaf 2009 wordt het gebied beheerd door Natuurpunt.
In het Maasdalbos ontspringt de Maasdalbeek die in westelijke richting naar het Kanaal Brussel-Charleroi loopt.

## Flora en fauna
Tot de flora behoren de dotterbloem, klein bronkruid, wilde hyacint, diknerfmos, blauwe knolgordijnzwam en blauwvlekkende rouwridderzwam.
Tot de fauna behoren ree, dwergvleermuis, watervleermuis, bosuil, sperwer, buizerd, zwarte specht en houtsnip. Ook leeft er de vinpootsalamander en de sleedoornpage.